# Шестерков, Илья Геннадьевич
Илья Геннадьевич Шестерков (29 июня 1987, Ленинград, СССР) — российский футболист, нападающий.

## Биография
Родился в городе Кингисепп, воспитанник Василия Ивановича Бутакова.
Воспитанник СДЮСШОР «Зенит». В 2007 году подписал контракт с профессиональной российской командой «Динамо» (Киров). В её составе футболист выступал в течение двух лет.
С 2009 по 2013 год играл в Чемпионате Финляндии за клуб «КооТееПее» из города Котка. За него он провел 75 матчей, в которых забил 12 голов.
С 2013 года выступал за эстонскую «Нарву-Транс» из Мейстрилиги. Сыграв в чемпионате страны 21 игру, форвард покинул команду.